# ARP Itaipú
ARP Itaipú (P-05) – paragwajski okręt patrolowy (kanonierka rzeczna) z lat 80. XX wieku, czwarta jednostka brazylijskiego typu Roraima. Okręt został zwodowany 16 marca 1984 roku w brazylijskiej stoczni Arsenal de Marinha do Rio de Janeiro w Rio de Janeiro, a do służby w Armada Paraguaya przyjęto go 2 kwietnia 1985 roku. Jednostka nadal służy w paragwajskiej flocie (stan na 2019 rok).

## Projekt i budowa
Rzeczne okręty patrolowe typu Roraima powstały w latach 70. XX wieku w Brazylii na potrzeby flotylli amazońskiej . Zbudowano trzy jednostki dla Marinha do Brasil . W końcu 1982 roku rząd Paragwaju zamówił jeden okręt tego typu dla swojej floty, klasyfikowany także jako kanonierka rzeczna.
ARP „Itaipú” zbudowany został w stoczni Arsenal de Marinha do Rio de Janeiro . Stępkę okrętu położono 3 marca 1983 roku, a zwodowany został 16 marca 1984 roku .

## Dane taktyczno-techniczne
Okręt jest okrętem patrolowym (kanonierką rzeczną) o długości całkowitej 46,3 metra (45 metrów między pionami), szerokości 8,45 metra i zanurzeniu 1,42 metra . Wyporność lekka wynosi 220 ton, a pełna 384 tony .
Okręt napędzany jest przez dwa silniki wysokoprężne MAN V6 V16/18TL o łącznej mocy 1824 KM, poruszające dwiema śrubami . Maksymalna prędkość okrętu wynosi 14 węzłów. Zasięg wynosi 4500 Mm przy prędkości 11 węzłów .
Uzbrojenie artyleryjskie jednostki stanowi pojedyncze działko kalibru 40 mm Bofors Mark 3 L/60 oraz dwa podwójne stanowiska wielkokalibrowych karabinów maszynowych kalibru 12,7 mm L/90 . Prócz tego jednostka uzbrojona jest w dwa zestawy składające się z moździerza kalibru 81 mm M29 L/12 i wkm kalibru 12,7 mm . Jednostka może przenosić także dwie barki desantowe LCVP oraz posiada lądowisko dla śmigłowca AS350 .
Wyposażenie radioelektroniczne obejmuje radar Furuno; jednostka posiada też pomieszczenia szpitalne .
Załoga okrętu składa się z 40 osób – 9 oficerów oraz 31 podoficerów i marynarzy . Na pokład może zostać zaokrętowanych do 30 żołnierzy desantu.

## Służba
ARP „Itaipú” został przyjęty do służby w Armada Paraguaya 2 kwietnia 1985 roku . Okręt otrzymał początkowo numer taktyczny P-2, zmieniony wkrótce na P-05. Bazą jednostki jest Asunción. W 2010 roku „Itaipú” przeszedł remont.
Okręt nadal znajduje się w składzie paragwajskiej floty (stan na 2019 rok) .